# Janghwa và Hongryeon
Janghwa và Hongryeon (Tường Hoa-Hồng Liên truyện) là tên một truyện dân gian thời Joseon ở Triều Tiên.

## Nội dung

### Dẫn nhập
Ngày xửa ngày xưa, ở làng kia có một người đàn ông tên là Bae. Lần nọ, vợ Bae mơ thấy mình được thiên thần trao cho một bông hoa đẹp. Chín tháng sau, bà sinh hạ một bé gái xinh xắn, đặt tên là "Janghwa" ("Hoa Hồng"). Tiếp đó hai năm, nhà Bae lại lại có thêm một bé gái dễ thương nữa là "Hongryeon" ("Sen Đỏ").
Rủi thay, người mẹ chết khi Hongryeon mới lên 5, và chẳng bao lâu sau, cha cô bé tái hôn. Bà mẹ kế vừa xấu xa lại vừa tàn nhẫn. Mụ thậm ghét các con riêng của chồng nhưng lại che giấu suy nghĩ của mình. Chỉ sau khi sinh ra ba cậu con trai thì mụ mới công khai biểu lộ bằng cách xỉ vả hai cô bé mỗi khi có thể. Tuy vậy thì Janghwa và Hongryeon lại không bao giờ kể với cha mình về chuyện này.

### Xung đột
Khi Janghwa đến tuổi lấy chồng, Bae nói với người mẹ kế giúp Janghwa tiến hành lễ cưới. Điều này khiến mụ vô cùng giận dữ vì mụ không muốn phải tốn một xu nào trong "tài sản của gia đình" hay cũng chính là "tiền đồ của các con trai mình" cho Janghwa. Bởi vậy, mụ đã nghĩ ra một kế hoạch đen tối. Đêm kia, khi Janghwa đang ngủ say, mụ sai đứa con trai lớn nhất để bao da một con chuột chết lên giường cô gái.
Sáng sớm hôm sau, mụ dẫn chồng tới phòng Janghwa và nói với ông rằng mình có một giấc mơ xấu về cô con gái cả. Khi tấm trải giường được mụ lật lên thì một thứ gì đó đầy máu me, trông như bào thai bị sẩy đã khiến mọi người có mặt trong phòng bàng hoàng. Mụ vu cáo Janghwa không còn trinh trắng và chửa hoang với một tên đàn ông vô danh. Người cha tin như vậy.
Janghwa không biết phải làm sao, cô chạy ra khỏi nhà và dừng lại trước một cái ao nhỏ ở cánh rừng gần đó. Mụ dì ghẻ lại sai đứa con trai lớn theo sau Janghwa và đẩy cô xuống nước. Khi Janghwa chết đuối, đột nhiên một con hổ lớn xuất hiện, cướp đi một cánh tay và một ống chân của đứa con trai.
Mụ dì ghẻ đã đạt được điều mình muốn - cái chết của Janghwa, nhưng giá phải trả cũng không hề nhỏ. Mụ dồn hết sự tức giận lên đầu Hongryeon một cách thậm tệ chưa từng thấy. Không thể chịu đựng được sự ngược đãi này và quá đau buồn trước vụ mất tích của người chị yêu dấu, Hongryeon sớm nối gót Janghwa; thi thể cô bé được tìm thấy ở chính cái ao mà Janghwa đã chết.
Kỳ lạ là kể từ ấy, mỗi khi ngôi làng có một người đứng đầu mới thì người này bị chết ngay sau khi nhậm chức một ngày. Những tin đồn đầy vẻ ký bí được lan truyền, nhưng chẳng ai biết chắc điều gì đã xảy ra với các vị trưởng làng xấu số, cũng như về lý do cái chết của họ.

### Giải quyết
Một người đàn ông trẻ dũng cảm đến làng để nhậm chức trưởng làng mới. Anh tỏ ra rất quan tâm đến cái chết của những người tiền nhiệm, và dường như không hề lo sợ cho tính mạng của chính mình. Khi đêm xuống, khi anh đang ngồi trong phòng, nến đột ngột bị thổi tắt và không gian vang lên những âm thanh ghê rợn. Cửa ngoài bật mở, người trưởng làng nhìn thấy hồn ma của 2 thiếu nữ. Anh hỏi họ là ai và vì sao đã giết chết những người trưởng làng trước đây.
Rớt lệ, cô chị giải thích rằng tất cả những gì họ muốn là để làm cho mọi người biết được sự thật: Hai chị em cô không tự tử và người chị không phải là một cô gái nhơ nhuốc để rồi phải quyên sinh vì tủi hổ. Hồn ma của Janghwa còn kể việc bị người em trai kế sát hại như thế nào, và nhờ người trưởng làng điều tra về cái bào thai mà bà mẹ kế đã chưng ra trước người làng.

### Kết thúc
Buổi sáng, trưởng làng cho triệu tập người cha, bà mẹ kế và đứa con trai lớn của mụ để xét hỏi. Mụ dì ghẻ khăng khăng cho đó là bào thai của Janghwa, nhưng khi trưởng làng dùng dao rạch ra thì đó chỉ là xác của một con chuột. Mụ dì ghẻ và đứa con trai lớn lần lượt phải chết sau đó. Người cha được thả tự do vì trưởng làng cho rằng Bae không biết gì về kế hoạch tội lỗi của vợ kế, và Bae cũng chỉ là một nạn nhân mà thôi.
Vài năm sau, người cha lại tái hôn. Trong đêm tân hôn lần thứ ba của mình, ông mơ thấy hai cô con gái. Họ nói rằng sau những gì đã xảy ra, họ muốn trở về bên ông. Chín tháng sau, người vợ mới của Bae sinh đôi, Bae lại đặt tên cho hai cô bé là "Janghwa" và "Hongryeon" và yêu chúng hết mực. Gia đình họ sống bên nhau hạnh phúc chưa từng thấy.

## Những bộ phim
Có khá nhiều kịch bản phim dựa vào câu chuyện trên, trong đó có phim "Câu chuyện về hai chị em" của đạo diễn Kim Ji-woon. Một phiên bản làm lại của Mỹ cho phim này sẽ ra mắt vào năm 2009.